# بحوث وعلوم زراعية مستدامة

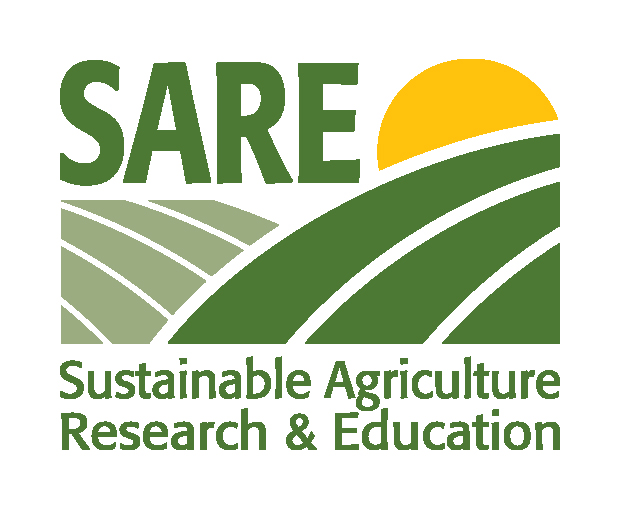
شعار البحوث والعلوم الزراعية المستدامة

البحوث والعلوم الزراعية المستدامة، (بالإنجليزية: Sustainable Agriculture Research and Education)‏ و(SARE)، هي برنامج للمنح التنافسية قامت بوضعه كل من وزارات الزراعة والبحوث التعاونية والتعليم والخدمات الإرشادية الأمريكية. وينقسم البرنامج إلى مناطق إقليمية (شمال، ووسط، وشمال شرق، وجنوب، وغرب) ولكل منها قيادة خاصة تتبع لها، ويكمن هدف برنامج البحوث و العلوم الزراعية المستدامة في تشجيع الأبحاث والعلوم الخاصة بتطبيقات الزراعة المستدامة وكذلك ضمان النتائج الاقتصادية للصناعات الزراعية للأجيال القادمة في الولايات المتحدة الأمريكية.